# De Pretto-Escher Wyss
La De Pretto-Escher Wyss è stata una fonderia e industria metalmeccanica fondata a Schio. Attualmente l'attività è amministrata da varie società indipendenti che curano specifici ambiti produttivi, le quali sono tutte ubicate negli storici stabilimenti aziendali.

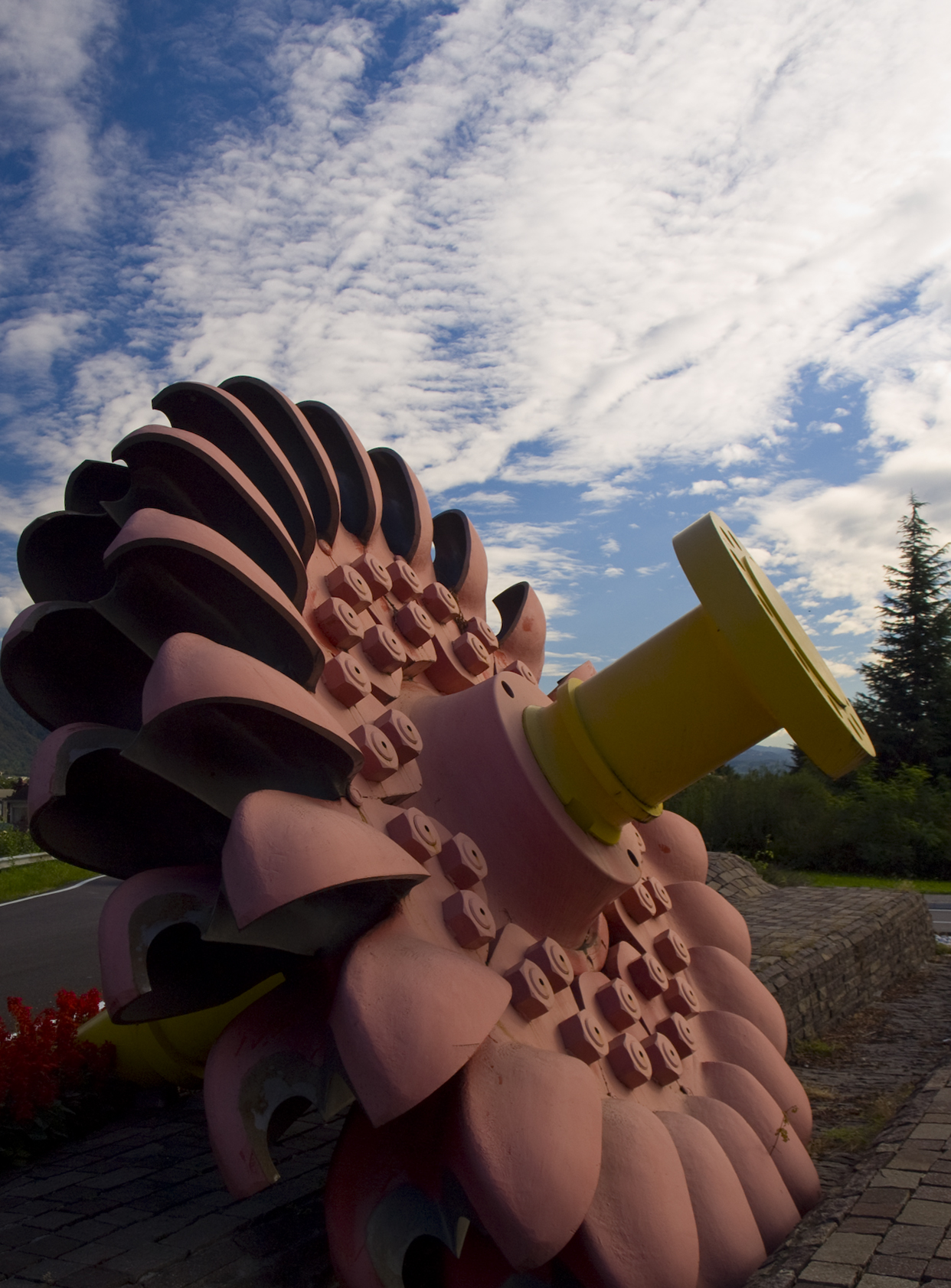
Una turbina Pelton, prodotta dalle industrie De Pretto-Escher Wyss e proveniente dalla Centrale Idroelettrica di Caoria (TN). Impiegata quale monumento alle vittime degli infortuni sul lavoro, posto all'ingresso della zona industriale di Schio

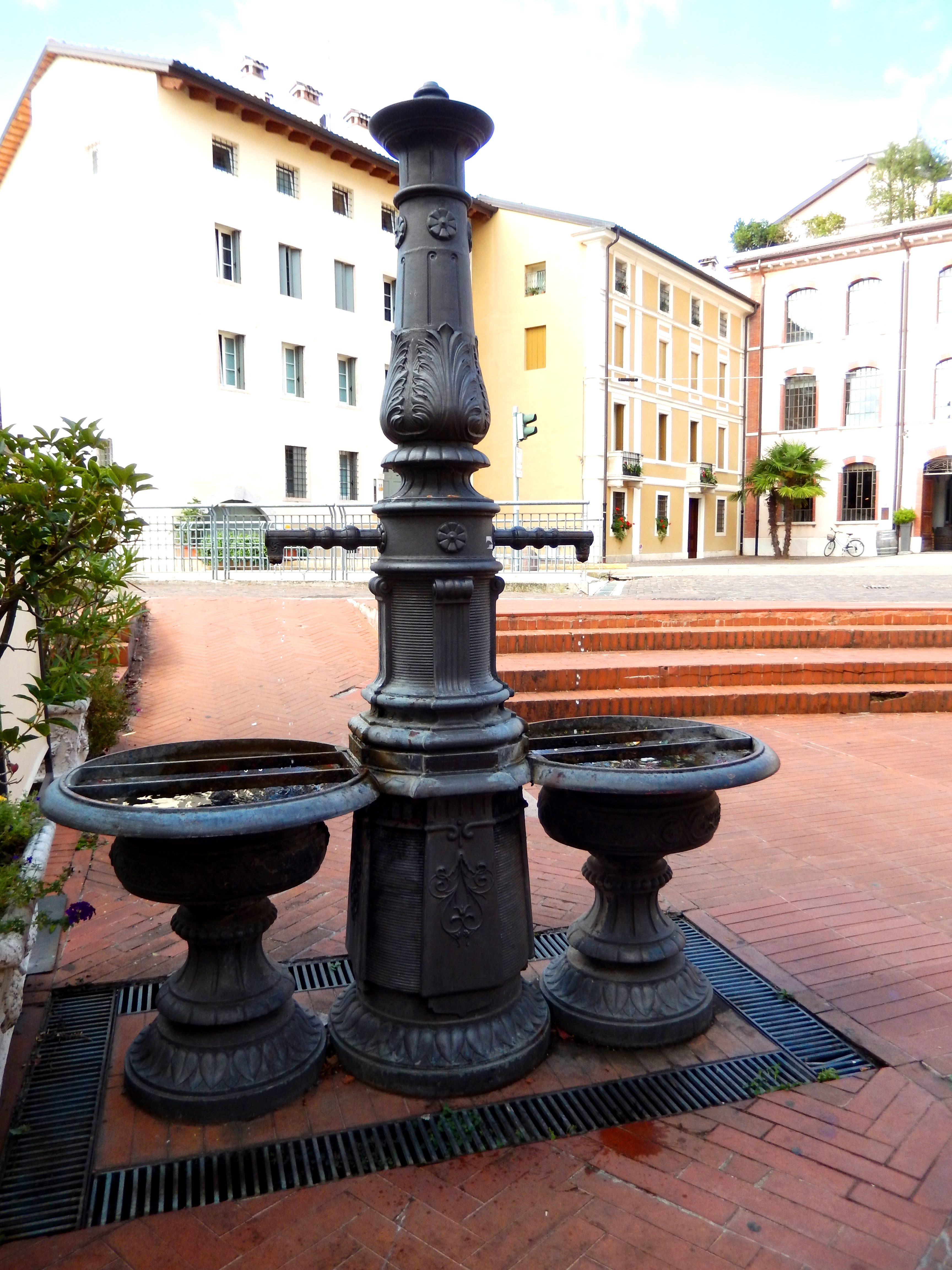
Fontana realizzata nel 1985 e donata alla città di Schio

## Storia
La De Pretto, fonderia meccanica, venne fondata nel 1884 dall'ingegner Silvio De Pretto a Schio, dove sorgeva un mulino in disuso ubicato appena fuori dal centro abitato, allo scopo acquistato dal De Pretto; il sito era idoneo per alcune caratteristiche: era vicino alla roggia di Schio, indispensabile per produrre l'energia necessaria durante le lavorazioni, e alla ferrovia Vicenza-Schio, utile per garantire il trasporto dei prodotti realizzati.
Nel primo periodo di attività la fabbrica occupava una superficie di circa 250 m² e dava lavoro a soli otto operai. Nel 1885 venne trasformata in società in accomandita semplice denominata Ing. Silvio De Pretto & C. con i fratelli Francesco e Olinto come soci.
Nella sua fase iniziale l'azienda si occupava principalmente della riparazione di telai per tessitura, contando in particolare sulle commesse fornite dalla Lanerossi, ben presto si orientò verso la produzione di turbine per centrali idroelettriche e di macchine per cartiere.
L'azienda si sviluppò molto rapidamente tanto che tra il 1890 e il 1900 dava impiego a circa 150 operai e occupava una superficie di circa 6000 m². Il primo conflitto mondiale causò un notevole rallentamento alla produzione, i macchinari vennero trasferiti a Torino e Bergamo, cioè in luoghi più sicuri e lontani dal fronte. La produzione durante il periodo bellico subì un tracollo: nel 1915 vennero prodotte 9 turbine idrauliche, nel 1916 8, nel 1917 solo un paio e nessuna nel 1918. Concluso il conflitto nel 1919 l'azienda si stabilì nuovamente a Schio, ma per restare competitiva dopo i dissesti causati dalla guerra, necessitava di nuovi capitali. La società si fuse con una azienda di Zurigo, la Escher Wyss, attiva dal 1805 e con grande esperienza nel settore delle turbine idrauliche: dalla fusione delle due società nacque nel 1920 la De Pretto-Escher Wyss. La nuova realtà andò incontro ad una grande espansione, ricevendo numerose commesse dall'Italia e dall'estero. Nel 1932 la produzione di turbine ammontava a 1200 esemplari. Negli anni vennero rinnovati i macchinari e ampliati gli stabilimenti; nel 1950 venne demolito l'originario mulino per far posto a nuovi capannoni.
Nel 1969 la società si consociò con la svizzera Sulzer, mentre nel 1992 si fuse con Fonderie Vicentine, trasferendo nella zona industriale di Schio il reparto fonderia, allontanandolo così dal centro abitato.
La storia recente vede la trasformazione della De Pretto-Escher Wyss in varie società indipendenti, tutte ubicate negli storici stabilimenti di Schio, ognuna delle quali si occupa specificatamente di uno dei settori produttivi di punta della De Pretto-Escher Wyss: Man Turbo per il settore turbine a vapore, Andritz Hydro per quello delle turbine idrauliche, Voith Paper per il settore macchine per cartiere. 
Dal 2010 la Man Turbo, in parte rilevata da una grossa azienda di Velo d'Astico, ha assunto il nome di De Pretto Industrie.